# Gliese 877
Gliese 877 är en ensam stjärna belägen i den norra delen av stjärnbilden Oktanten nära gränsen till stjärnbilden Indianen. Den har skenbar magnitud av ca 10,38 och kräver ett teleskop för att kunna observeras. Baserat på parallax enligt Gaia Data Release 2 på ca 116,41 mas, beräknas den befinna sig på ett avstånd på ca 28 ljusår (10,7 parsek) från solen. Den rör sig bort från solen med en heliocentrisk radialhastighet på ca 47 km/s. Närliggande kända stjärnor är Beta Hydri och Zeta Tucanae med avstånd av 4,5 respektive 6,2 ljusår från solen.

## Egenskaper
Gliese 877 är en orange till röd stjärna i huvudserien av spektralklass M3 V och klassas som en ovanligt ljusstark röd dvärg (14 gånger ljusare än Proxima Centauri, den närmaste röda dvärgen till solen). Den har en radie som är ca 0,44 solradie och utsänder energi från dess fotosfär motsvarande ca 0,023 gånger solen vid en effektiv temperatur av ca 3 400 K.